# Wense (Wendeburg)
Wense ist eine Ortschaft der Gemeinde Wendeburg im Landkreis Peine in Niedersachsen.

## Lage
Wense liegt etwa vier Kilometer nordwestlich des Kernorts von Wendeburg und 9,5 km nordöstlich von Peine (jeweils Luftlinie) auf einer mittleren Höhe von 72 m ü. NN. Am südlichen Rand befinden sich mehrere Kiesgruben und ein Betonwerk.

## Geschichte
Die erste urkundliche Erwähnung wurde auf das Jahr 1187 datiert. Traditionell werden Kies- und Sandvorkommen ausgebeutet; heute werden industriell Betonrohre für Kanalisationsanlagen hergestellt.
Am 1. März 1974 wurde Wense in die Gemeinde Wendeburg eingegliedert.

## Wappen
Im schräglinks rot-gold geteilten Schild ein blau bewehrter Wolf in gewechselten Farben: Der Wolf ist, wenn auch anders gefärbt, der gleiche wie in den Wappen von Stadt und Kreis Peine oder auch von Rüper, nämlich derjenige der Grafen von Wolfenbüttel-Asseburg, die hier im 13. Jahrhundert als Erben der Grafen von Peine herrschten. Die stiftshildesheimischen Farben Gold-Rot erinnern an die jahrhundertelange Zugehörigkeit Wenses zum Hochstift Hildesheim. So wurde das Wappen am 31. Oktober 1960 vom Gemeinderat angenommen und am 10. Januar 1961 vom hildesheimischen Regierungspräsidenten genehmigt. Entwurf: Alfred Brecht.

## Vereinsleben
Es gibt die Freiwillige Feuerwehr und weitere ehrenamtlich tätige Organisationen, Vereine und Gruppen.